# Padule e Costiere di Scarlino
Il Padule e le Costiere di Scarlino costituiscono un'area naturale protetta della provincia di Grosseto. Il Padule di Scarlino è un sito di interesse regionale della provincia di Grosseto, in piccola parte compreso nella Riserva naturale Tomboli di Follonica e in gran parte compreso nell'Oasi di Protezione Padule e le Costiere di Scarlino. 
Sulle Costiere insiste anche un ANPIL omonimo.
Lo stesso territorio è stato proposto come sito di interesse comunitario (pSIC). 

## Geomorfologia
Tipologia ambientale prevalente nel SIR è data da una delle residue zone umide costiere della Toscana meridionale, che riveste una notevole importanza per la sosta, svernamento e nidificazione dell'avifauna in particolare per la conservazione di alcune specie nidificanti ormai rare e minacciate come il tarabuso (Botaurus stellaris), il falco di palude (Circus aeruginosus) e il forapaglie castagnolo (Acrocephalus melanopogon). Da segnalare la presenza della martora (Martes martes). L'area palustre costiera è in gran parte dulciacquicola (con prevalenza di canneti), con una significativa porzione salmastra, dove prevalgono giuncheti e salicornieti. Altre tipologie ambientali rilevanti canali, limitatissimi residui di alberature.

## SIR
Il valore complessivo dell'area umida quale presenza relittuale in un ambito a elevata antropizzazione. 
I principali elementi di criticità interni al sito sono: 
- Interrimento per colmata dell'area palustre, durante le esondazioni dei corsi d'acqua contigui.
- Discariche abusive di inerti.
- Intensa attività venatoria ai confini del sito.
- Qualità dell'acqua in entrata non ottimale e carenza idrica estiva.
- Incendi della vegetazione (che hanno portato alla scomparsa dell'ultimo lembo di bosco igrofilo di estensione significativa).
- Ipotesi di sviluppo urbanistico in aree circostanti il sito, che potrebbero avere effetti rilevanti sulla sua funzionalità.
- Presenza di elettrodotti.
- Diffusione invasiva dei canneti.

I principali elementi di criticità esterni al sito sono : 
- Aree industriali potenzialmente pericolose e importanti assi viari confinanti con il sito, con effetti negativi dovuti al traffico veicolare, ai pregressi scarichi di fanghi e al rischio di eventi inquinanti accidentali.
- Aree circostanti interessate da turismo balneare di massa.

Le principali misure di conservazione da adottare sono : 
1. Conservazione e miglioramento della funzionalità dell'ambiente palustre, riguardo al regime e alla tipologia degli apporti idrici (coinvolgendo le problematiche dell'interrimento, dell'aridità estiva, delle relazioni tra acque dolci e salmastre e della qualità dell'acqua) (EE).
2. Pianificazione della gestione della vegetazione palustre, finalizzata alla permanenza delle specie di canneto più esigenti (tarabuso, falco di palude e forapaglie castagnolo) e al mantenimento e incremento della diffusione di altre tipologie di vegetazione e, in generale, dell'elevata eterogeneità (E).
3. Conservazione del pascolo estensivo di bovini, praticato in una parte del sito (E).
4. Mantenimento di sufficienti livelli di naturalità anche nelle aree circostanti, al fine di evitare un eccessivo isolamento del SIR (E).
5. Verifica dell'impatto dell'attività venatoria nelle aree circostanti e sua eventuale regolamentazione (M).

Indicazioni per le misure di conservazione :
- Definizione del regime idraulico della palude finalizzata al mantenimento degli ambienti di alimentazione e di riproduzione delle specie ornitiche e degli habitat d'interesse conservazionistico (EE).
- Prosecuzione degli interventi di gestione della vegetazione palustre (prevalentemente mediante misure gestionali, in parte attraverso il mantenimento del pascolo con modalità adeguate) finalizzati alla conservazione delle specie animali più importanti e alla diversificazione degli habitat, da effettuarsi attraverso interventi di taglio a rotazione del canneto, la realizzazione di chiari, la creazione di prati allagati dulcacquicoli e il mantenimento di habitat diversificati di palude salmastra. (E).
- Limitazione, anche nelle aree immediatamente esterne al sito, dello sviluppo urbanistico, che può influenzarne le dinamiche, e controllo delle misure di gestione idraulica nel bacino idrografico (E).
- Poiché alcune delle principali cause di degrado/disturbo dipendono da pressioni ambientali originate nel contesto esterno al sito, per queste dovrà essere opportunamente applicato lo strumento della valutazione di incidenza (E).
- Creazione di boschetti igrofili, ora del tutto assenti nel sito (M).

## ANPIL delle Costiere di Scarlino
L'area naturale protetta di interesse locale delle Costiere di Scarlino è un'area naturale protetta della regione Toscana istituita nel 1976.
Occupa una superficie di 752 ha nella provincia di Grosseto.

## Fauna
L'avifauna comprende: il falco di palude (Circus aeruginosus), migratore, svernante e nidificante; il tarabuso (Botaurus stellaris), svernante e nidificante irregolare; la moretta tabaccata (Aythya nyroca), migratore. Sono presenti nell'area umida anche il gheppio, l'albanella reale, il barbagianni, la poiana, la civetta, il colombaccio, la ghiandaia, l'upupa, l'oca selvatica, il cormorano, l'alzavola, il fischione, il moriglione, la marzaiola, il tuffetto, il beccaccino e la pavoncella. Nell'area è presente una popolazione nidificante di forapaglie castagnolo (Acrocephalus melanopogon), di rilevante interesse, in quanto unica popolazione della Toscana meridionale. L'area è importante per la sosta e lo svernamento di avifauna acquatica.
Sono presenti anche diversi mammiferi: cinghiale, volpe, donnola, faina, istrice, tasso e riccio.
Tra gli insetti è presente la Callimorpha quadripuncatata.

Fonte: www.provincia.grosseto.it/natura/

## Flora
Tra le specie vegetali presenti nel SIR: Artemisia coerulescens  var. palmata, specie molto rara in Toscana, segnalata nei prati salsi del Parco regionale della Maremma e del Palude di Scarlino. Inoltre sono presenti anche il ginepro coccolone, la salicornia, il leccio e il pino domestico, per via della vicina pineta.
Fonte: agraria.org.